# NGC 1790
NGC 1790 is een groep sterren in het sterrenbeeld Voerman. Het hemelobject werd op 16 februari 1831 ontdekt door de Britse astronoom John Herschel.